# Nicolau Maria Rubió i Tudurí
Pour les articles homonymes, voir Rubió.
Nicolau Maria Rubió Tudurí, né à Maó, capitale de l'île de Minorque (Baléares) le 5 février 1891 et mort le 4 mai 1981 à Barcelone, est un architecte, paysagiste et écrivain espagnol.

## Biographie
Neveu de l'architecte Joan Rubió i Bellver, et frère de l'ingénieur Santiago Rubió i Tudurí, il s'installe à Barcelone. Il est diplômé en 1915 de l'École technique supérieure d'architecture de Barcelone, où il suit  les cours de Francesc d'Assís Galí et de Jean Claude Nicolas Forestier. 
Il devient professeur d'architecture de jardins de l'École Supérieure des Beaux-Arts de la Mancommunauté de Catalogne. En 1917, il est nommé directeur des Parcs et jardins de la mairie de Barcelone, jusqu'en 1937 durant la guerre d'Espagne.

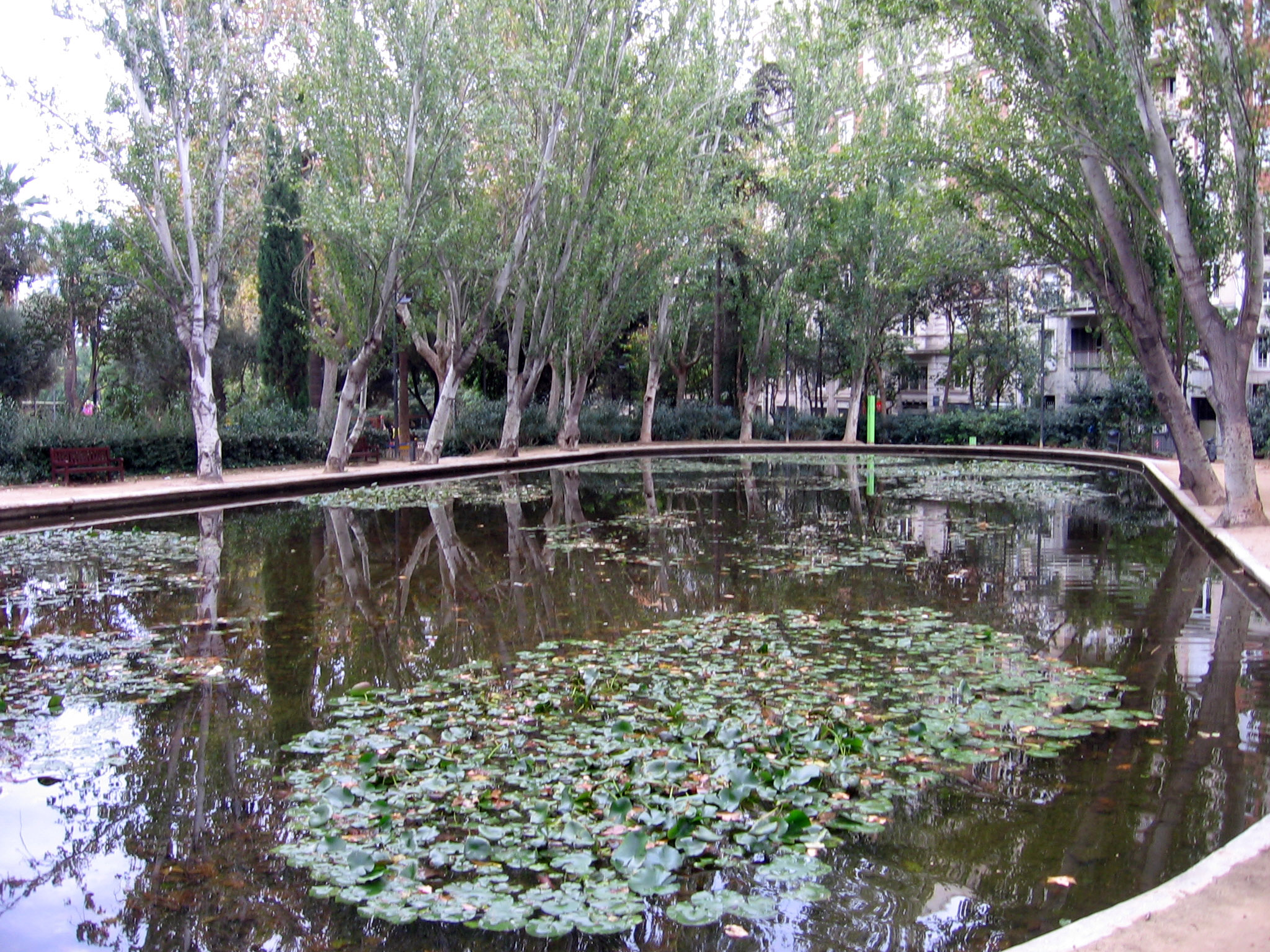
Le Turó Park, dans le district barcelonais de Sarrià-Sant Gervasi.

Il collabore avec Forestier dans l'aménagement urbain et paysager de la montagne de Montjuïc et est le créateur du Turó Park, près de l'avenue Diagonale, à Barcelone.
Sa sépulture est située au cimetière de Sarrià.

## Articles connexes

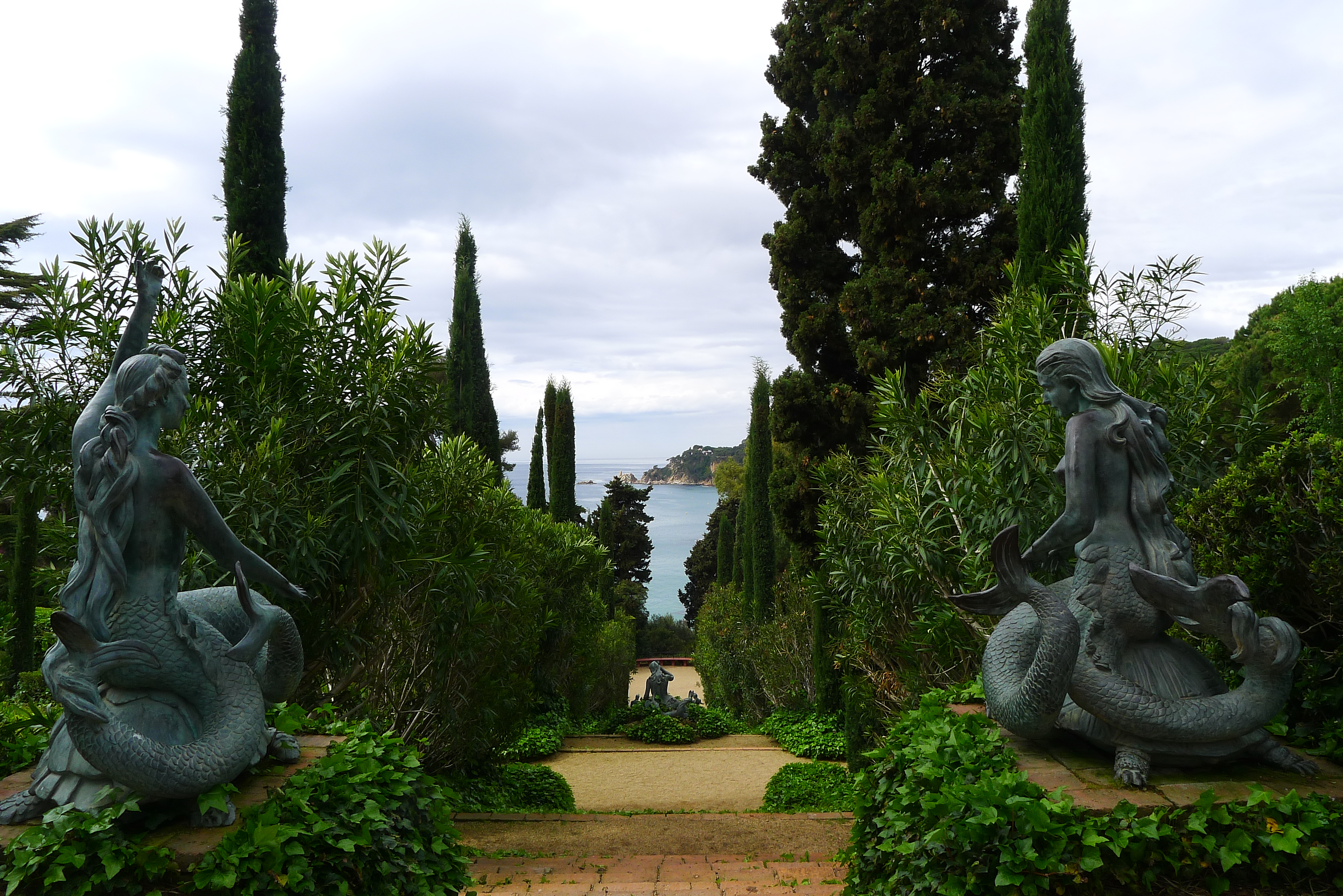
Jardin de Sainte-Clotilde, Lloret de Mar.